# Rupprecht Gerngross
Rupprecht Gerngross (* 21. Juni 1915 in Shanghai; † 25. Februar 1996 in Deisenhofen bei München) war ein deutscher Jurist und Anführer der „Freiheitsaktion Bayern“, einer Widerstandsgruppe gegen den Nationalsozialismus, die im April 1945 – kurz vor Kriegsende – versuchte, die Stadt München kampflos den US-Truppen zu übergeben.

## Leben
Gerngross wurde in China als Sohn des deutschen Arztes Dr. Richard Gerngross und seiner Frau Katharina geb. Tippe  geboren und verbrachte dort seine Kindheit. 1926 kehrte die Familie nach Deutschland zurück. Er besuchte in München die Schule und begann nach dem Abitur ein Jura-Studium. 1934 trat er in die Reichswehr ein, wo er ein Jahr diente. 1935 kehrte er an die Universität zurück, studierte weiter Jura, ging für zwei Semester an die London School of Economics und wurde 1942 mit der Arbeit Schutz der Schuldverhältnisse gegen Dritte, die am Schuldverhältnis weder als Gläubiger noch als Schuldner beteiligt sind an der Universität Erlangen promoviert.
Gerngross war während des Zweiten Weltkrieges als Reserveoffizier Chef der Dolmetscher-Kompanie des Wehrkreises VII.
Im April 1945 war die militärische Lage der Wehrmacht aussichtslos. Große Teile des Reiches waren bereits von Truppen der Alliierten besetzt. Die 7. US-Armee hatte am 20. April Nürnberg – 150 km nördlich von München – besetzt und rückte von mehreren Seiten auf München vor.
Der von Hauptmann Gerngross angeführten „Freiheitsaktion Bayern“ gelang es in der Nacht vom 27. zum 28. April 1945, die Radiosender in Ismaning und Freimann zu besetzen. Über den Rundfunk wurde die Parole „Fasanenjagd“ („Goldfasane“ wurden wegen ihrer goldbetressten Uniformen Leiter innerhalb der NSDAP-Struktur genannt) ausgerufen, der Sturz des Naziregimes in München verkündet und zum Aufstand aufgerufen. Der Putsch scheiterte, da der Reichsstatthalter Franz Ritter von Epp seine Unterstützung verweigerte und SS-Einheiten unter der Führung des Gauleiters Paul Giesler eingriffen. Gerngross gab auf und konnte sich auf eine Berghütte retten. An seiner Stelle wurden auf Anordnung Gieslers dessen Schwägerin und Eltern festgenommen.
Über 40 Aufständische wurden kurz vor der Besetzung Münchens durch US-Truppen von fanatischen Nationalsozialisten ermordet. Gauleiter Giesler und der neue Münchner Stadtkommandant Huebner spielen dabei eine führende Rolle. Zeitgleich waren während des Aufrufes mehrere tausend KZ-Häftlinge unterwegs vom KZ Dachau nach Südtirol, beim „Todesmarsch“. Im Glauben, die NS-Herrschaft sei tatsächlich zu Ende, ergriffen die SS-Männer die Flucht und überließen die Häftlinge sich selbst. Diese konnten sich in den 48 Stunden verstreuen und verstecken und überlebten.
Am Nachmittag des 30. April 1945 rückten Soldaten der 7. US-Armee aus allen Richtungen ins Stadtgebiet ein. Sie stießen kaum auf Widerstand; in Freimann leisteten SS-Soldaten Widerstand. Oberbürgermeister Karl Fiehler (1895–1969) und Gauleiter Paul Giesler (1895–1945) waren zuvor geflüchtet, ebenso der Kampfkommandant, Generalleutnant Huebner.
Gerngross überlebte den Krieg und war in München als Rechtsanwalt tätig. 1982 war er erfolgloser Landtagskandidat der Bayernpartei. Er ließ 1963 in China eine Dschunke namens „Mau Yee – Münchner Freiheit“ bauen, mit der er an die „Freiheitsaktion Bayern“ erinnerte. Nach einer stürmischen Überfahrt durch den Indischen Ozean gelangte Gerngross mit dem Schiff in die Adria, die er die folgenden 20 Jahre besegelte.

## Ehrungen
- Eisernes Kreuz 2. Klasse (November/Dezember 1939)
- Kriegsverdienstkreuz 2. Klasse mit Schwertern (Januar 1945)[9]
- Bayerischer Verdienstorden (1982)

Zur Erinnerung an die Aktion der FAB wurde 1947 der ehemalige „Feilitzschplatz“ in München in „Münchner Freiheit“ umbenannt.

## Werke
- Als Herausgeber: So war das damals 1945 mit der Freiheits-Aktion Bayern, FAB. Erinnerungen an eine historische Begebenheit anlässlich der 25. Wiederkehr des Tages des letzten Aufstandes gegen Hitler. Selbstverlag, München 1970.
- Aufstand der Freiheits-Aktion Bayern 1945. „Fasanenjagd“ und wie die Münchner Freiheit ihren Namen bekam. Erinnerungen des Rupprecht Gerngross. Heidrich-Verlag, Augsburg 1995, ISBN 3-930455-92-7.
- Felix Heidenberger: Mau Yee. Münchner Freiheit. Tatsachen-Roman. Pro Business, Berlin 2004, ISBN 3-938262-30-3; schildert die Geschichte der FAB nach Einblick in den Nachlass von Rupprecht Gerngross. Rahmenhandlung ist das Schicksal der Dschunke „Mau Yee“, die sich Gerngross nach dem Krieg in Hongkong bauen ließ und zum Gedenken an die Freiheitsaktion Bayern „Münchner Freiheit“ taufte, wofür die chinesische Bezeichnung Mau Yee steht. Nach dem Tod von Gerngross übernahm der Schwabinger Künstler Johannes Schacht die Dschunke und führt mit ihr zur Erinnerung an den Freiheitskampf der FAB seit zwanzig Jahren erlebnispädagogische Fahrten für Jugendgruppen in der Adria durch. Während des Bürgerkriegs, der in den 1990er Jahren das Ende Jugoslawiens bedeutete, brachte die Dschunke „Münchner Freiheit“ Lebensmittel und Hilfsgüter in Flüchtlingslager Sloweniens und Kroatiens als Botschafterin für Freiheit und Demokratie im Geiste des Rupprecht Gerngross und seiner Mitkämpfer gegen den Nationalsozialismus.